# Pontresina
Pontresina (en retorromano Puntraschigna) es una comuna suiza del cantón de los Grisones, situada en situada en la región de Maloja. Limita al norte con las comunas de Samedan, La Punt Chamues-ch, Madulain y Zuoz, al este con Livigno (IT-SO), al sureste con Poschiavo, al sur con Lanzada (IT-SO), y al oeste con el exclave de Madulain. 
Este pueblo alpino se halla en lo alto de la Engadina en Suiza, concretamente en Val Bernina. Pontresina es un notable destino turístico en su propio derecho, pero a menudo es eclipsado por San Moritz, su famoso vecino.

## Origen del nombre
La interpretación de las primeras menciones documentales "Pontem Sarasinam" (1137) y "Ponte Sarracino" (1303) sigue siendo una polémica para algunos historiadores, que lo traducen "Sarazenen el puente" y ven una conexión con la presencia de los árabes en la Suiza del siglo X. Otra explicación consiste en que es el nombre dado al puente se derivaba de su constructor "Saraschin" ("Ponte sarasinae").

## Lenguaje
Al principio los habitantes usaron un dialecto conocido como Puter, una lengua retorrománica. Pero la gran cantidad de turistas que visitan el lugar contribuyó a que fuera desapareciendo. En 1880 sólo el 45,7 % de los habitantes mencionaba el romanche como lengua materna. En 1900 dicha cifra descendía al 33,61 %, en 1941 estaba en el 26,7 %, en 1970 al 16,22 % y en 2000 al 7,94 %. Hoy la lengua oficial es el alemán.
| Lenguas en Pontresina |               |               |               |               |                |                |
| Lenguajes             | Censo de 1980 | Censo de 1980 | Censo de 1990 | Censo de 1990 | Censo del 2000 | Censo del 2000 |
| Lenguajes             | Número        | Porcentaje    | Número        | Porcentaje    | Número         | Porcentaje     |
| Idioma alemán         | 990           | 57,36 %       | 993           | 61,91 %       | 1264           | 57,69 %        |
| Idioma retorrománico  | 250           | 14,48 %       | 194           | 12,09 %       | 174            | 7,94 %         |
| Idioma italiano       | 362           | 20,97 %       | 290           | 18,08 %       | 353            | 16,11 %        |
| Habitantes            | 1726          | 100 %         | 1604          | 100 %         | 2191           | 100 %          |

## Ciudades hermanadas

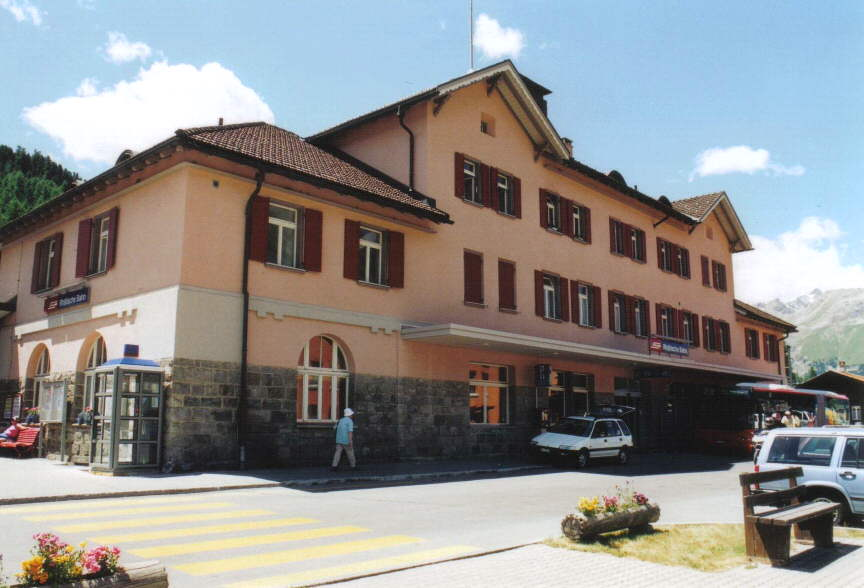
Estación del Ferrocarril Rético en Pontresina.

- Gaylord, Míchigan